# Şehzade Bayezid (figlio di Ahmed I)
Şehzade Bayezid (turco ottomano: شهزاده بايزيد; Costantinopoli, novembre 1612 – Costantinopoli, 27 luglio 1635) è stato un principe ottomano, figlio del sultano Ahmed I.

## Biografia
Şehzade Bayezid nacque nel novembre 1612 a Palazzo di Topkapı, Costantinopoli, dal sultano ottomano Ahmed I e da una concubina sconosciuta. Dopo la morte di suo padre nel 1617, visse principalmente rinchiuso nei Kafes insieme ai suoi vari fratellastri, e rimase lì durante i regno di suo zio Mustafa I e suo fratellastro Osman II. 
Nel 1623, il suo fratellastro Murad IV, più grande di lui di pochi mesi, divenne sultano sotto la reggenza di sua madre, Kösem Sultan. La reggenza di Kösem, contraria al fratricidio reale, termino nel 1633. Due anni dopo, Murad, temendo una rivolta dei giannizzeri per deporlo, il 27 luglio 1635, ordinò che Bayezid fosse giustiziato per strangolamento nella sala del trono del Palazzo di Topkapı, insieme ad altri due figli di Ahmed, Şehzade Selim e Şehzade Süleyman. 

## Cultura popolare
- Bayezid è il protagonista della tragedia teatrale Bajazet, di Jean Racine[4].
- Nella serie TV storica turca Il secolo magnifico: Kösem, Bayezid è interpretato dall'attore Yiğit Uçan. Sua madre, storicamente ignota, nella serie è stata chiamata Gülbahar Sultan[5].